# Rae Bareli
Rae Bareli es una ciudad y municipio situado en el distrito de Rae Bareli en el estado de Uttar Pradesh (India). Su población es de 191316 habitantes (2011). Se encuentra a 82 km al sureste de Lucknow.

## Demografía
Según el censo de 2011 la población de Rae Bareli era de 191316 habitantes, de los cuales 99903 eran hombres y 91403 eran mujeres. Rae Bareli tiene una tasa media de alfabetización del 81,23%, superior a la media estatal del 67,68%: la alfabetización masculina es del 85,75%, y la alfabetización femenina del 76,29%.